# Henryk Walden
Henryk Walden (ur. 16 kwietnia 1917 w Przemyślu, zm. 30 listopada 2007) – polski specjalista w dziedzinie mechaniki cieczy i gazów, profesor zwyczajny nauk technicznych.

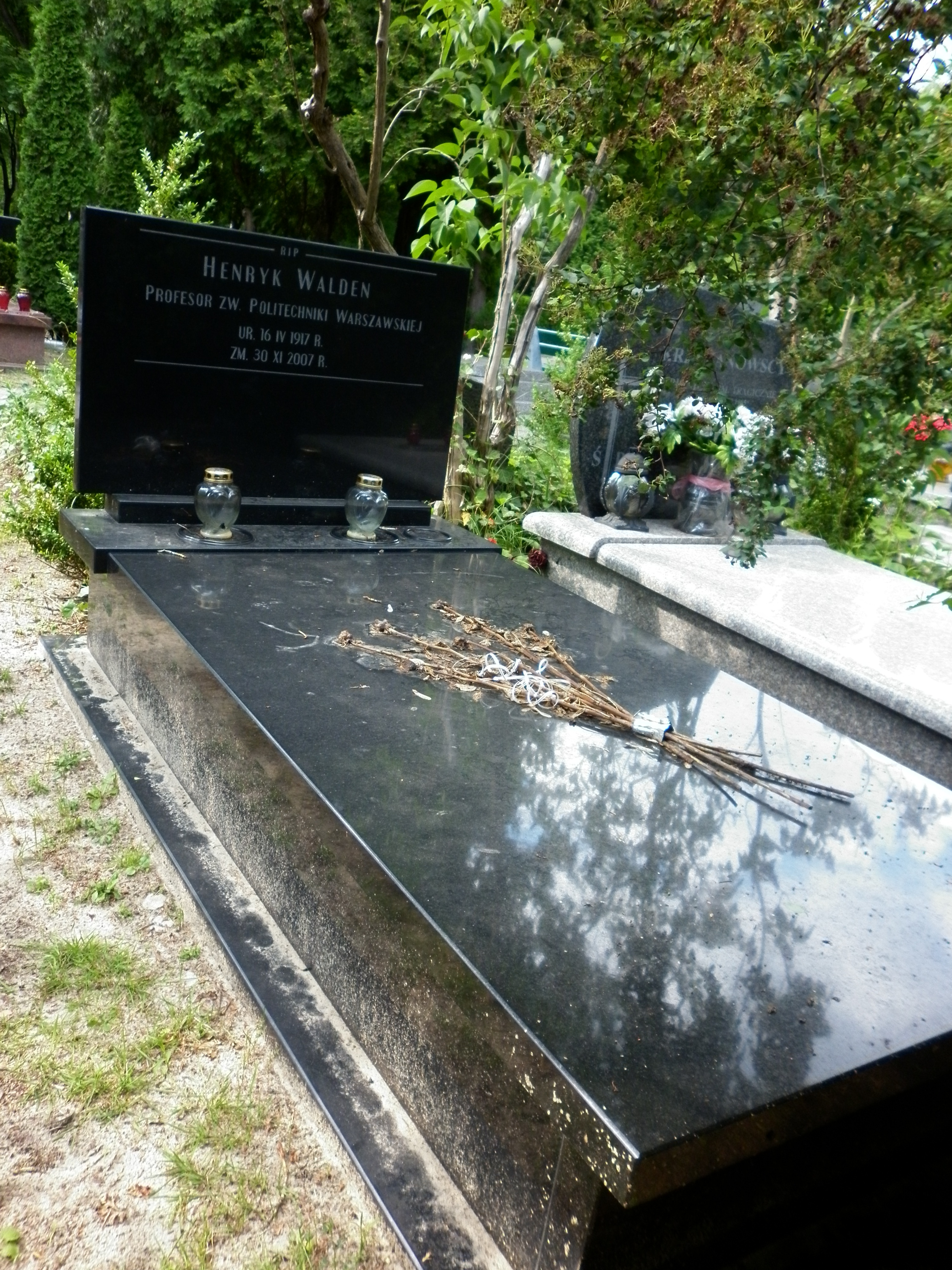
Grób Henryka Waldena na Cmentarzu Wojskowym na Powązkach

## Życiorys
W latach 1939–1941 studiował na Politechnice Lwowskiej, a następnie w moskiewskim Instytucie Naftowym, który ukończył w 1947. W 1952 obronił doktorat, w 1954 został docentem, w 1964 profesorem nadzwyczajnym, w 1974 profesorem zwyczajnym. W latach 1967–1969 i 1975–1981 dziekan Wydziału Inżynierii Sanitarnej i Wodnej, wieloletni kierownik Zakładu Hydrauliki Politechniki Warszawskiej. Członek założyciel Polskiego Towarzystwa Mechaniki Teoretycznej i Stosowanej. Od 1954 roku należał do PZPR.

## Praca naukowa
Prowadził badania nad przepływem turbulentnym płynów w rurach hydraulicznie gładkich. Efektem badań było opublikowanie półempirycznego wzoru na obliczanie współczynnika oporów liniowych λ:
{\displaystyle {\frac {1}{\sqrt {\lambda }}}=-2\lg \left({\frac {6,1}{Re^{0,91}}}+0,268{\frac {k}{d}}\right)}
nazywany wzorem Waldena,
gdzie:
λ - współczynnik oporów liniowych
Re - liczba Reynoldsa,
k - współczynnik bezwzględnej chropowatości rury (w mm)
d - średnica przewodu
Zmarł 30 listopada 2007 roku i został pochowany (13 grudnia 2007 r.) na Powązkach Wojskowych w Warszawie (kwatera Ga-2a-3). 

## Odznaczenia
Był odznaczony m.in. 
- Krzyżem Kawalerskim Orderu Odrodzenia Polski[4],
- Medalem Komisji Edukacji Narodowej,
- odznaką tytułu honorowego Zasłużony Nauczyciel PRL[6].

## Publikacje książkowe
Był autorem lub współautorem kilku monografii, m.in.:
- Mechanika cieczy i gazów (cz. 1 i 2), PWN,  Warszawa, 1964, 1965, 1966, 1969 (wspólnie z Jerzym Stasiakiem).
- Mechanika cieczy i gazów w inżynierii sanitarnej, Arkady, Warszawa 1971 (wspólnie z Jerzym Stasiakiem).
- Mechanika płynów, Wydawnictwa Politechniki Warszawskiej, Warszawa, 1978, 1980, 1983, 1988, 1991.